# Picto connection
Picto Connection és un programari de comunicació intel·ligent per millorar la comunicació d'infants amb autisme. S'adapta a les necessitats de cada usuari. És una eina que permet dur a terme una comunicació satisfactòria no solament per la funcionalitat que té sinó també per la senzillesa i pel fet d'estar adaptada a les necessitats d'aquest col·lectiu. El sistema ha estat dissenyat per a atendre la diversitat funcional d'aquestes persones en els nivells cognitiu, visual i auditiu.